# Robert Havemann
Robert Havemann (Monaco di Baviera, 11 marzo 1910 – Grünheide, 9 aprile 1982) è stato un chimico, epistemologo e intellettuale marxista tedesco.

## Biografia
Studiò chimica a Berlino e Monaco dal 1929 al 1933, e ricevette il dottorato in chimica fisica dal Kaiser Wilhelm Institute.
Havemann si unì al Partito Comunista della Germania (KPD) nel 1932 e fu uno dei fondatori del gruppo di resistenza Unione Europea. Fu in connessione con questo gruppo che fu arrestato dalla Gestapo nel 1943. Fu condannato a morte, ma l'esecuzione fu continuamente rinviata grazie all'intervento dei suoi ex colleghi, che insistettero che Havemann fosse importante come il suo lavoro sulle armi chimiche e che fosse ancora necessario per spiegare la sua ricerca. La sua esecuzione fu rinviata così tante volte che sopravvisse finché la prigione di Brandeburgo-Görden non venne liberata dall'Armata Rossa.
Dopo la guerra, divenne capo dell'amministrazione dell'Istituto Imperatore Guglielmo per la Fisica Chimica e per l'Elettrochimica a Berlino, ma nel 1948 fu destituito a causa di pressioni politiche delle autorità americane a Berlino Ovest. Continuò il suo lavoro scientifico nell'istituto finché non venne estromesso dal suo laboratorio nel gennaio 1950.
In seguito, divenne professore di fisica chimica all'università Humboldt di Berlino.  Divenne un membro della Camera del Popolo nel 1950 e vinse uno dei premi nazionali della Repubblica Democratica Tedesca nel 1959.
Nel 1963 tenne lezioni su Aspetti scientifici di problemi filosofici (pubblicati come Dialettica senza dogma - Marxismo e scienze naturali) e fu espulso dal Partito Socialista Unificato di Germania e destituito dall'università. Ufficialmente la motivazione fu l'aver concesso un'intervista ad un giornale della Germania Ovest.
Suo figlio Florian Havemann (nato il 12 gennaio 1952 a Berlino Est) fuggì in Germania Ovest nel 1971.

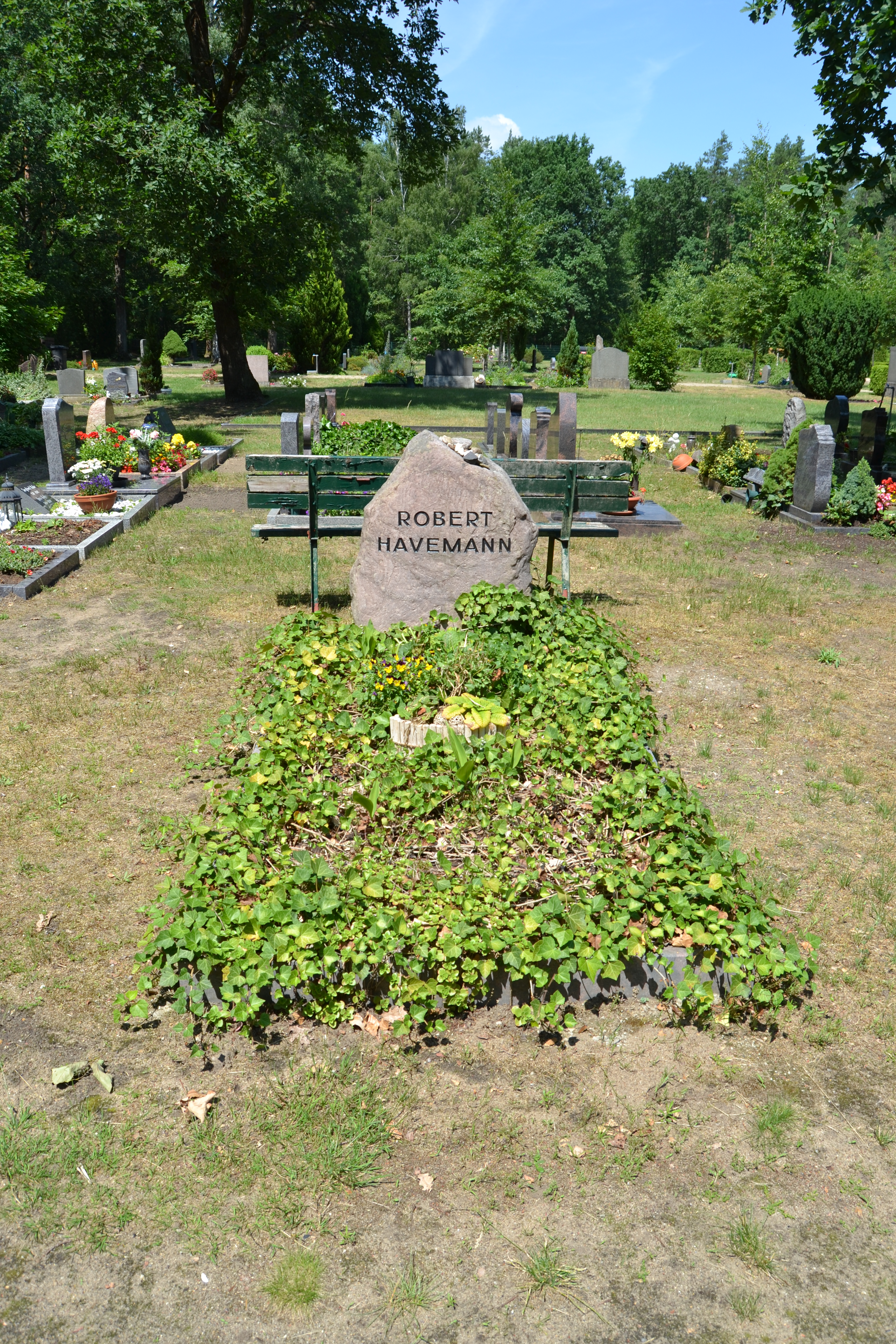
Tomba di Havemann a Grünheide

Havemann continuò il suo lavoro come socialista critico e fu posto agli arresti domiciliari nel 1976, nella sua casa nel villaggio di Grünheide. Rimase là fino alla sua morte nel 1982, a causa di una malattia ai polmoni di cui soffriva da tempo.
Nel 1989 è stato riabilitato politicamente dal Partito Socialista Unificato di Germania.
Nel 2005, ad Havemann fu concesso post-mortem il titolo dei Giusti tra le nazioni dal Memoriale dell'Olocausto israeliano (Yad Vashem).

## Contributo scientifico e filosofico
Havemann fu sia un eminente scienziato che un importante filosofo della scienza. 
Dal punto di vista scientifico i suoi contributi più importanti furono nella chimica delle proteine, nella magnetochimica e fotochimica.